# Gypona uncinata
Gypona uncinata är en insektsart som beskrevs av Delong 1980. Gypona uncinata ingår i släktet Gypona och familjen dvärgstritar. Inga underarter finns listade i Catalogue of Life.